# Игра (фильм, 1992, Россия)
«Игра» — российский комедийный фильм, снятый режиссёром Борисом Галкиным в 1992 году.

## Сюжет
Молодые актёры Саша и Яша решают заработать деньги, притворившись женщинами, и отправляются в неблагополучные районы. В процессе своих приключений они попадают в различные забавные и опасные ситуации, подвергая себя риску и испытывая на себе различные трудности. В конечном итоге они узнают многое о себе и о мире вокруг себя, пройдя через серию смешных и острых испытаний.

## Роли исполняют
- Владислав Галкин
- Игорь Григорьев
- Евгения Уралова — Клавдия и Клотильда
- Лариса Курдюмова — жена президента
- Татьяна Орлова
- Игорь Класс
- Валерий Захарьев
- Виктор Бычков — Барри Русак
- Андрей Подошьян — Левон
- Ирина Краюхина
- Ольга Фадеева
- Юрий Чернов
- Борис Галкин
- Валерий Приёмыхов
- Галина Сабурова

## Съёмочная группа
- Режиссёр: Борис Галкин
- Автор сценария: Елена Галкина
- Оператор: Алексей Найдёнов
- Художник-постановщик: Виктор Белов
- Композиторы: Борис Галкин, Анатолий Фомин
- Текст песен: Борис Галкин
- Звукорежиссёр: Алексей Шульга
- Монтаж: Галина Танаева
- Продюсер: Борис Галкин

## Критика
На мой взгляд, «Игра», снятая, по-видимому, в одном из недостроенных санаториев Пицунды, получилась не слишком удачной и смешной. На экране возник гротескный до кича мир, символизирующий развал и распад государства и деградацию общества. Но сделано это как-то грубовато и натужно…
— Александр Фёдоров